# Манчестерская королевская лечебница

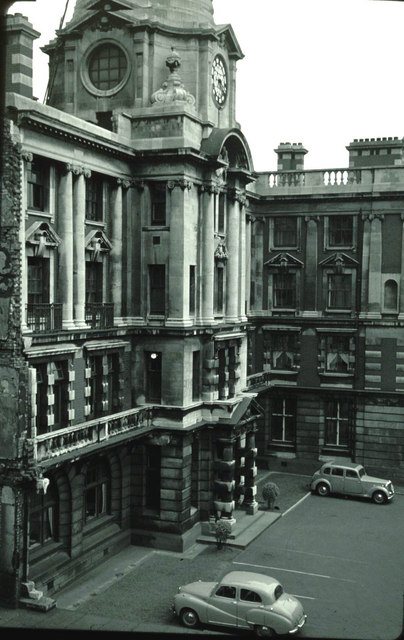
Манчестерская королевская лечебница

Манчестерская королевская лечебница (англ. Manchester Royal Infirmary) — клиническая больница в Манчестере (Северо-Западная Англия, Великобритания) на 750 пациентов. Базовая клиника медицинского факультета Манчестерского университета. Основана в 1752 году акушером Чарлзом Уайтом и предпринимателем Джозефом Бэнкрофтом (англ. Joseph Bancroft). Входит в Центральный трест больничной организации Манчестерского университета (англ. Central Manchester University Hospitals Foundation Trust).